# Uranophora cincticollis
Uranophora cincticollis är en fjärilsart som beskrevs av Felder 1869. Uranophora cincticollis ingår i släktet Uranophora och familjen björnspinnare. Inga underarter finns listade i Catalogue of Life.